# Fyns Kunstmuseum
Le Fyns Kunstmuseum est un musée d'art consacré à l'art danois depuis 1750, avec un accent particulier sur l'art concret et le constructivisme danois.

## Histoire
Depuis la création de la collection d'art dans les années 1880, le musée rassemble une collection d'art représentative de la Fionie et de ses environs. Le Fyns Kunstmuseum ferme en tant que musée indépendant en 2014. Depuis 2018, le bâtiment abrite Det Fynske Kunstakademi (da) (l'Académie des Arts de Fionie).
Le musée, qui est l'un des plus anciens musées d'art du Danemark, est situé dans un bâtiment classique et pompeux situé Jernbanegade à Odense. Le bâtiment est surmonté d'un pignon de temple caractéristique et d'une frise reprenant des scènes de l'histoire danoise et de la mythologie nordique.
Le musée est fondé en 1885 en tant que petite Nationalgalleriets (plus tard Statens Museum for Kunst) et contient une large sélection d'œuvres d'artistes danois importants. La partie la plus ancienne contient notamment des œuvres importantes de Jens Juel, Dankvart Dreyer, P.S. Krøyer et H. A. Brendekilde ainsi que des œuvres de Harald Giersing, Vilhelm Lundstrøm, Olaf Rude et Vilhelm Bjerke Petersen.
Le musée portait précédemment les noms de Fyns Stiftsmuseum et de Museum Civitatis Othiniensis.